# Kremen
Kremen (tudi kremenjak, kremenica in silicit,  glede na namen pa kresilni kamen), je trd okrasni mineral, ki ima trdoto 7. Navadno je temno sive, roza, rdeče, modre, črne ali globoko rjave barve. V glavnem se pojavlja v grudah in gmotah v kredi in apnencu. Kremen je eden najbolj razširjenih mineralov v zemeljski skorji, saj zavzema kar 12 odstotkov njene prostornine.
Pojavlja se v različnih kristalnih oblikah, od posameznih kristalov, ki lahko tehtajo tudi preko 100 kilogramov, do konkrecij ali drobnokristalnih obarvanih gomoljev.
Čisti in popolni kremenovi kristali se imenujejo kamena strela (tudi kvarc). Taki kristali so prozorni in brezbarvni. Že ob majhnih količinah različnih primesi se kremenovi kristali obarvajo in lahko postanejo motni.

## Zgodovina uporabe
Kot pričajo kosi kremena v arheoloških najdiščih, imenovani sileksi, je bila ta vrsta roženca eden najbolj uporabljanih materialov za izdelavo kamnitega orodja v kameni dobi, saj se razkolje v tanke, ostre ploščice ali rezila (odvisno od oblike), ko ga udarjamo z drugim trdim predmetom - denimo s kamnom iz drugega materiala. Do konca 18. stoletja je ostal nujni mineralni vir za netenje ognja; tudi v vžigalnikih smodnika za prvo strelno orožje - kremenjačo. Od 13. stoletja do danes ga na veliko uporabljajo za gradnjo kamnitih zidov, še posebej v Angliji.
V Evropi eden od najboljših kremenov za izdelavo orodij prihaja iz Belgije (Obourg, rudnik kremena v Spiennsu), obalni kredi Rokavskega preliva, pariškem bazenu, senonskih skladih na nemškem otoku Rügen in jurskih skladih okoli poljskega Krakova. Potrjeno je, da so kremen lomili že v paleolitiku, a je pridobivanje postalo pogostejše v neolitiku (Michelsberška kultura in kultura lijakastih čaš).

## Poldragi kremenovi kamni
Zaradi lepih oblik in relativne redkosti nahajanja določenih kremenovih kristalov so nekatere vrste teh mineralov postale poldragi kamni. Mednje spadajo:
- čadavec
- roževec
- citrin
- ametist